# Jorge Giovanny Pazmiño Abril

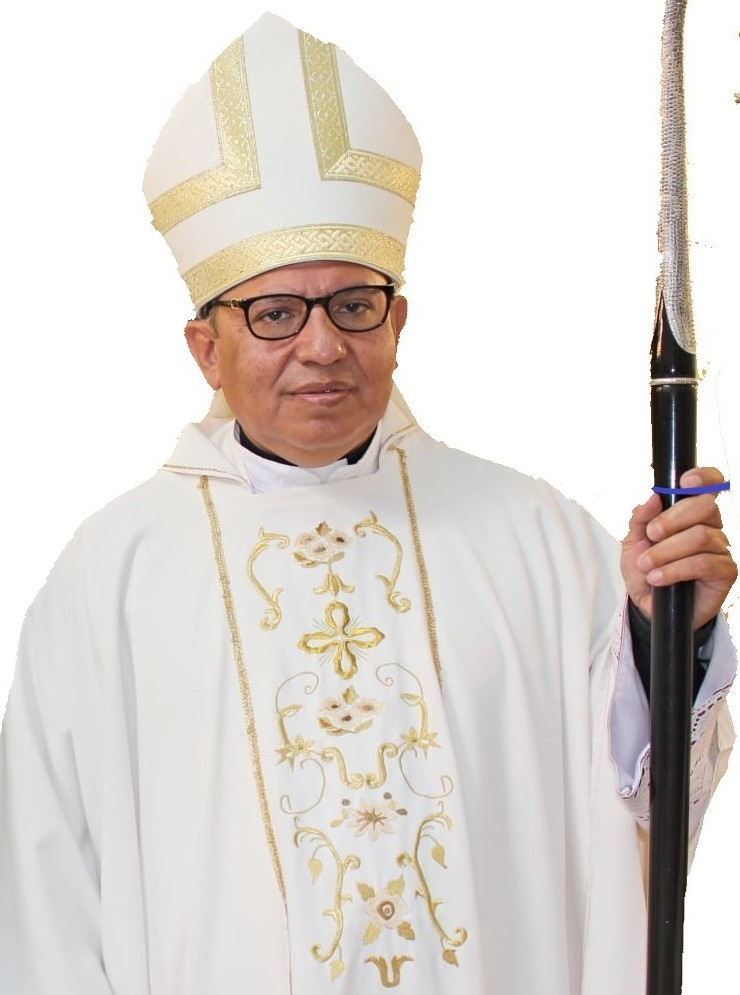
Jorge Giovanny Pazmiño Abril, 2021

Jorge Giovanny Pazmiño Abril OP (* 3. Juli 1965 in Baños, Provinz Tungurahua, Ecuador) ist ein ecuadorianischer Ordensgeistlicher und römisch-katholischer Bischof von Ambato.

## Leben
Jorge Giovanny Pazmiño Abril trat der Ordensgemeinschaft der Dominikaner bei und empfing am 16. Dezember 1995 das Sakrament der Priesterweihe.
Am 20. Januar 2015 ernannte ihn Papst Franziskus zum Bischof von Ambato. Der Apostolische Nuntius in Ecuador, Erzbischof Giacomo Guido Ottonello, spendete ihm am 21. März desselben Jahres die Bischofsweihe; Mitkonsekratoren waren der Erzbischof von Quito, Fausto Gabriel Trávez Trávez OFM, und der emeritierte Bischof von Ambato, Germán Trajano Pavón Puente.